# Helmut Kasimier
Helmut Kasimier (* 17. Oktober 1926 in Breslau; † 16. April 2013 in Hannover) war ein deutscher Politiker (SPD). Kasimier war von 1963 bis 1986 Abgeordneter des Niedersächsischen Landtags; von 1967 bis 1974 war er Vorsitzender der SPD-Fraktion im Landtag und von der Landtagswahl 1974 bis zum Ende der sozialliberalen Koalition im Januar 1976 (Kabinett Kubel II) niedersächsischer Finanzminister.

## Leben und Beruf
Kasimier wurde als Sohn eines Maurerpoliers geboren. Nach dem Besuch der Volksschule absolvierte er eine kaufmännische Lehre im Großhandel. Anschließend wurde er zur Wehrmacht eingezogen und nahm 1944/45 als Soldat am Zweiten Weltkrieg teil. Im April 1945 erlitt er eine Kriegsverwundung, wurde zunächst in ein Lazarett nach Lübeck gebracht und später von dort aus nach Hannover überführt.
Kasimier war zunächst als Hilfsarbeiter im Baugewerbe tätig, verdingte sich dann als Zeitungspacker und arbeitete später als Angestellter im Großhandel. Nach seinem Eintritt in die SPD arbeitete er ab 1948 als Parteisekretär. 1963 wurde er in den Landtag gewählt. Nach seinem Rückzug aus der aktiven Politik war er Mitglied im Rundfunkrat des Norddeutschen Rundfunks (NDR).

## Politik
Kasimier trat 1947 in die SPD ein und arbeitete von 1948 bis 1963 als Parteisekretär in Hannover. Er war seit 1947 Unterbezirksvorsitzender und wurde später zum Bezirksvorsitzenden der Jungsozialisten in Hannover gewählt.
Kasimier war von 1952 bis 1963 Ratsmitglied der Stadt Hannover. Er wurde 1963 in den Niedersächsischen Landtag gewählt und war dort von 1967 bis 1974 Vorsitzender der SPD-Fraktion.
Bei den Auseinandersetzungen innerhalb der hannoverschen SPD zwischen Rechts und Links, die Ende der 1960er Jahre aufgekommen waren, nahm er stets eine Position des Vermittelnden ein. Auf die Frage, ob er in der SPD links oder rechts sei, die allen Kandidaten auf einem Parteitag der hannoverschen SPD gestellt wurde, antwortete er: „Ich bin Rumpf“.
Kasimier wurde am 10. Juli 1974 als Minister der Finanzen in die von Ministerpräsident Alfred Kubel geführte Regierung des Landes Niedersachsen berufen. Nach dem aus Altersgründen erfolgten Rücktritt des Ministerpräsidenten sollte er im Januar 1976 dessen Nachfolge im Amt antreten. Obwohl die sozial-liberale Koalition mit 78 Abgeordneten über eine dünne Mehrheit von einer Stimme verfügte, scheiterte seine Wahl an Gegenstimmen aus der SPD/FDP-Koalition. Statt geschlossen für ihn zu votieren, erhielt er am 14. Januar 1976 aus den Reihen des sozialliberalen Regierungsbündnisses nur 75 Stimmen, während der CDU-Gegenkandidat Ernst Albrecht 77 Abgeordnete auf seine Seite zog. Da die Abstimmung für keinen Kandidaten die erforderliche Mehrheit ergab, wurde die Wahl einen Tag später wiederholt. Diesmal erhielt Albrecht sogar noch eine Stimme mehr, während für Kasimier nur noch 74 Parlamentarier votierten und er sich von der Wahl zurückzog.
Mit einem neuen Kandidaten, dem Bundesbauminister Karl Ravens, versuchte die SPD am 6. Februar 1976 einen dritten Anlauf und scheiterte erneut an fehlenden Stimmen aus der sozialliberalen Koalition, während Albrecht mit 79 Stimmen zum Ministerpräsidenten gewählt wurde; die SPD und FDP mussten trotz „offizieller“ Stimmenmehrheit im Landtag in die Opposition. Kasimier selbst schied mit dem Ende der SPD/FDP-Landesregierung am 13. Februar 1976 aus dem Amt des Finanzministers. 1977 ging die FDP eine Koalition mit der CDU ein, wodurch die neue Regierung eine Landtagsmehrheit bekam.